# Mate Trojanović
Mate Trojanović (født 20. maj 1930 i Metković, død 27. marts 2015 i Maribor, Slovenien) var en jugoslavisk (kroatisk) roer og olympisk guldvinder.

## Rokarriere
Trojanović var en del af det jugoslaviske landshold 1950-1952, og han kom med for Jugoslavien ved OL 1952 i Helsinki i firer uden styrmand sammen med Duje Bonačić, Velimir Valenta og Petar Šegvić. Efter at have vundet deres indledende heat vandt de også semifinalen, og i finalen henviste jugoslaverne Frankrig og Finland til henholdsvis sølv- og bronzemedaljerne.

## Videre karriere
Trojanović studerede veterinærvidenskab i Split og bosatte sig senere i Maribor, hvor han i flere år arbejdede som statslig veterinærinspektør.

## OL-medaljer
- 1952:  Guld i firer uden styrmand